# Хроника Великой Отечественной войны (июнь 1942 года)

## 1 июня1942 года. 345-й день войны
Волховская группа войск Ленинградского фронта (Хозин, Михаил Семенович). К 1 июня из «мешка», образовавшегося в ходе Любанской операции, были дополнительно выведены 181-я и 328-я стрелковые дивизии, артполк РГК армейского типа, вывезены все раненые воины и эвакуировано излишнее имущество.
Группа армий «Юг» (фон Бок). 1 июня план летних операций рассматривался в штабе группы армий «Юг» в Полтаве на специальном совещании, на котором присутствовали руководители верховного главнокомандования немецко-фашистской армии. В операции «Блау» немецко-фашистские войска должны были нанести два удара по сходящимся направлениям: один — из района северо-восточнее Курска на Воронеж, другой — из района Волчанска на Острогожск. Гитлеровское командование рассчитывало этими двумя ударами разгромить советские войска на воронежском направлении, выйти к Дону на участке от Воронежа до Новой Калитвы (40 километров южнее Павловска) и захватить плацдарм на левом берегу Дона.
Операцию на кантемировском направлении гитлеровцы предполагали начать после выхода в район Воронежа. Они планировали нанести по войскам Юго-Западного фронта два сильных удара: один — из района Воронежа, другой — из района Славянск — Артемовск — Краматорск. Обе наступающие группировки должны были соединиться у Кантемировки и окружить главные силы Юго-Западного фронта. Немецкое командование рассчитывало, что после успешного завершения этой операции создадутся условия для беспрепятственного развития наступления на Сталинград и Северный Кавказ… Гитлер, по словам Паулюса, заявил, что «если он не получит нефть Майкопа и Грозного, то он должен будет покончить с этой войной». (стр. 417)
Гальдер Франц. Обстановка. Без изменений. Операция по уничтожению противника в тылу 4-й армии развивается успешно.
Совинформбюро 

В течение 1 июня на фронте ничего существенного не произошло.

## 2 июня1942 года. 346-й день войны
Севастополь. Начиная со 2 июня в течение пяти суток немцы вели непрерывный артиллерийский обстрел и авиационную бомбардировку Севастопольского оборонительного района. Самолёты наносили удары по порту, тылам, аэродромам, коммуникациям и городу, в котором ещё оставалось 35 тыс. жителей. Советская артиллерия в ответ совершала огневые налеты по местам скопления войск противника; их стрельбу корректировали высаженные на побережье специальные группы наблюдателей.
Гальдер Франц. Обстановка. Начато артиллерийское наступление на Севастополь. Противник перед 6-й армией, по-видимому, рассредоточивается. Подготовка к дальнейшему наступлению против кавкорпуса Белова в западном направлении. В остальном — никаких существенных событий…
Совинформбюро.

 В течение 2 июня на фронте ничего существенного не произошло. На некоторых участках фронта происходили бои местного значения и поиски разведчиков.

## 3 июня1942 года. 347-й день войны
Гальдер Франц. На наше артиллерийское наступление на Севастополь противник ответил артиллерийским контрнаступлением. Ведутся окопные работы. На остальном фронте существенных изменений не произошло…
Совинформбюро.

В течение 3 июня на фронте ничего существенного не произошло. На некоторых участках фронта происходили бои местного значения. 

## 4 июня1942 года. 348-й день войны
Волховская группа войск Ленинградского фронта (Хозин, Михаил Семенович). Заметив отход 2-й ударной армии (Власов, Андрей Андреевич), немцы перешли в наступление и до 4 июня существенно сузили ширину горловины мешка.
Совинформбюро. В течение 4 июня на некоторых участках фронта происходили бои местного значения и активные действия авиации.

## 5 июня1942 года. 349-й день войны
Волховская группа войск Ленинградского фронта (Хозин, Михаил Семенович). 5 июня в 2 часа ночи ударные группы 59-й армии и 2-й ударной армии перешли в наступление. К 12 часам дня ударная группа 59-й армии вышла на восточный берег реки Полисть. 2-я ударная армия (Власов, Андрей Андреевич) из-за плохой организации боя своей задачи не выполнила. Враг своим наступлением вдоль железной дороги Ленинград—Новгород внёс дезорганизацию в управление её войсками. Он прорвал оборону войск 2-й ударной армии, занимавших рубеж Ручьи, Вдицко, станция Рогавка, и, заняв Финёв Луг, стал угрожать тылу ударной группы армии, находившейся в районе севернее Новой Керести. Командующий фронтом приказал остановить противника, прорвавшегося в район Финёв Луг, и восстановить там положение, привести части и соединения ударной группы армии в порядок, тщательно организовать взаимодействие и 6 июня выполнить поставленную задачу.
Западный фронт (Жуков, Георгий Константинович). Противник, применяя танки и авиацию, медленно и методично расчленял советские войска, окружённые в районе Вязьмы, на отдельные группы. 5 июня Белов и Казанкин получили разрешение оставить район действий и прорываться к своим. При этом директива штаба фронта запрещала брать с собой партизанские части и рекомендовала два варианта прорыва: на север, для соединения с главными силами Калининского фронта, и на восток, в направлении на Мосальск, навстречу наступающему противнику. Жуков предлагал прорываться по кратчайшему пути.
Белов принял другое решение: «При прорыве на север нам пришлось бы форсировать Днепр, не имея переправочных средств. Кроме того, нам нужно было бы пересечь железную дорогу и автостраду Москва-Минск, где немцы могли свободно маневрировать своими войсками. Прорыв на восток, к 50-й армии, исключался потому, что на этом направлении действовали главные силы противника».
Поэтому Белов предложил идти на юго-запад, прорываясь близ Ельни: «Противник здесь был сравнительно слабый, а южнее Ельни значительный район контролировался 5-м партизанским полком имени Лазо. Пройдя через этот район, мы могли пересечь Варшавское шоссе, прорвать линию фронта и соединиться с войсками 10-й армии близ Кирова. Такое решение давало возможность избежать боёв с крупными силами гитлеровцев, выйти из вражеского тыла с честью и без больших потерь». (стр. 124)
Севастополь. 5 июня в 5.35 первый бетонобойный снаряд по северной части Севастополя выпустила немецкая артиллерийская установка «Дора». Следующие 8 снарядов полетели в район батареи № 30. Столбы дыма от взрывов поднимались на высоту 160 м, однако ни одного попадания в броневые башни достигнуто не было. Ещё 7 снарядов «Дора» в этот день выпустила по так называемому «Форту Сталин», в цель попал только один из них. На следующий день орудие 7-кратно обстреляло «Форт Молотов», а затем уничтожило большой склад боеприпасов на северном берегу бухты Северной, укрытый в штольне на глубине 27 м. В течение трёх дней 672-й дивизион израсходовал 38 снарядов, осталось 10. Уже в ходе штурма 5 из них 11 июня были выпущены по «Форту Сибирь» — в цель попали 3, остальные выстрелили 17 июня. Наибольшего успеха под Севастополем добились артиллеристы немецкого 833-го артдивизиона. Израсходовав с 5 по 14 июня 172 бетонобойных и 25 фугасных 615-мм снарядов, «Карлы» сумели прямыми попаданиями разрушить обе башни 30-й батареи.
Совинформбюро.

 В течение 5 июня на ряде участков фронта происходили бои местного значения и активные действия разведчиков.

## 6 июня1942 года. 350-й день войны
Волховская группа войск Ленинградского фронта (Хозин, Михаил Семенович). 6 июня с утра немецко-фашистские войска возобновили наступление и окончательно закрыли проход в стыке 59-й и 52-й армий. Семь советских дивизий и шесть бригад общей численностью до 18—20 тыс. человек попали в окружение. Вместе с ними там оказались партизанские отряды А. И. Сотникова и И. Е. Савельева, ранее вышедшие нашей армии навстречу. Ведя яростные бои в районе деревень Долгово, Оссия, Замошье, они до поры до времени выдерживали натиск врага. Савельевцы погибли. Тогда же возле Мясного Бора погибла часть ещё одного партизанского отряда вместе с его командиром П. П. Носовым. Отряд Сотникова сумел пробиться и позднее возобновил удары по фашистам.(стр. 291)
Манштейн Эрих (11-я армия. Крым.) : «оперативная группа штаба армии выехала на Севастопольский фронт и расположилась на КП в татарском селении Юхары-Каралес. Оно было живописно расположено в глубоком горном ущелье. Тем не менее, Советы, видимо, всё же установили, что здесь расположился штаб со своей рацией. Каждый вечер появлялся их „дежурный лётчик“ со своей старой „швейной машиной“, чтобы сбросить несколько бомб — к счастью, без всякого успеха. На скалистой вершине, поднимающейся над деревней, в скалистых горах Черкес-Кермена, где некогда построили свою крепость готы, мы устроили свой НП. На этот НП мы перешли вечером 6 июня, чтобы на следующий день наблюдать, как начнётся наступление пехоты по всему фронту.»(стр. 276)
Совинформбюро.

 В течение 6 июня на некоторых участках фронта имели место бои местного значения и активные действия разведывательных отрядов и авиации.

## 7 июня1942 года. 351-й день войны
Севастополь. 7 июня вражеская пехота под прикрытием артиллерийского огня и ударов авиации в сопровождении танков перешла в наступление. Главный удар противник, как и в декабре 1941 г., наносил в направлении восточной оконечности Северной бухты, а вспомогательный — из района Камары через Сапун-Гору на юго-восточную окраину Севастополя. Немецкое командование рассчитывало этими ударами, наносимыми по сходящимся направлениям, расчленить войска Севастопольского оборонительного района и затем окружить и уничтожить их по частям.
Манштейн Эрих (11-я армия. Крым.) : «Командование 54 ак силами 132 дивизии предприняло на правом фланге своего корпуса фронтальное наступление через долину реки Бельбек на высоты, расположенные южнее её, оставляя в стороне плацдарм противника в районе Любимовки. Левее 22 пд имела задачу — ударом с востока южнее реки Бельбек, через ущелье Камышлы, обеспечить 132 дивизии успешное преодоление долины реки Бельбек. Ещё левее 50 пд, наступая через населённый пункт Камышлы, должна была наносить удар в юго-западном направлении. На левом фланге корпуса в гористой местности, покрытой лесом, 24 пд имела задачу продвигаться в направлении на Гайтанские высоты. Левый фланг этой дивизии прикрывался 18 румынской дивизией.
В первый день при мощной поддержке крупных сил артиллерии и 8 авиационного корпуса, совершавшего непрерывные налеты на позиции противника, удалось преодолеть ущелье Камышлы и долину реки Бельбек и закрепиться на господствующих высотах южнее долины. На южном фланге 30 АК имел задачу, прежде всего, захватить для себя по обе стороны большой севастопольской дороги исходные позиции для продолжения наступления, которое корпус должен был начать своими главными силами только через несколько дней..» (стр. 276)
Совинформбюро.

 В течение 7 июня на некоторых участках фронта имели место бои местного значения и активные действия разведывательных отрядов. На Севастопольском участке фронта уже третий день идут серьёзные бои. Атаки противника с успехом отбиваются с большими потерями для противника.

## 8 июня1942 года. 352-й день войны
Волховский фронт (Мерецков Кирилл Афанасьевич). Вновь создан Волховский фронт во главе с генералом армии Мерецковым.
Гальдер Франц. Наступление пехоты на Севастополь после ожесточённого сопротивления в первый день дало хорошие результаты при высоком расходе боеприпасов и чувствительных потерях. На остальном фронте спокойно. Под Киришами нами проводятся успешные контратаки…
Совинформбюро.

 В течение 8 июня на фронте существенных изменений не произошло. На Севастопольском участке фронта продолжались упорные бои. Наши войска успешно отбивают атаки противника и наносят ему огромные потери.

## 9 июня1942 года. 353-й день войны
Ленинградский фронт. Приказом Ставки генерал-лейтенант М. С. Хозин отстранен от командования фронтом. Новым командующим Ленинградским фронтом назначен Говоров Леонид Александрович.
Западный фронт (Жуков, Георгий Константинович). В ночь на 9 июня в десяти километрах западнее Ельни между деревнями Быки и Титово части 1-го гвардейского кавалерийского корпуса (Белов Павел Алексеевич) и 4-го воздушно-десантного корпуса начали прорыв на юг. В первом эшелоне должны были наступать 4-й ВДК, 1-я и 2-я гвардейские кавдивизии, во втором — 329-я стрелковая дивизия, прикрывающая с тыла обозы с ранеными. Операция прошла удачно.
Юго-западное направление (Тимошенко, Семён Константинович). В конце мая советская Ставка поставила перед войсками Юго-Западного фронта задачу перейти к обороне на рубеже Волчанск, Балаклея и далее по левому берегу реки Северский Донец, прочно закрепиться силами 21, 28, 38 и 9-й армий и не допустить развития наступления противника из района Харькова на восток. С 5 по 9 июня фронт был усилен новыми резервами — 7 стрелковых дивизий, 4 отдельные танковые бригады, 4, 13 и 24-й танковые корпуса. Всего на ЮЗФ насчитывалось 30 стрелковых дивизий и две стрелковые бригады, пять танковых и два кавалерийских корпуса, восемь отдельных танковых бригад. Штаб Тимошенко, предвидя, что противник может предпринять удар из района Чугуева на Купянск, сузил полосу обороны 38-й армии до 60 км (10 км на дивизию) и передал сюда свежие стрелковые и танковые пополнения, в том числе ещё три танковые и две мотострелковые бригады, три артиллерийских и гвардейский миномётный полки.
Группа армий «Юг» (фон Бок). 6-я немецкая армия в полосе от Изюма до Волчанска имела 14 пехотных, 3 танковые и 1 моторизованную дивизию. Германское командование готовилось к проведению двух частных наступательных операций, которые должны были создать благоприятную в оперативном плане обстановку для развёртывания крупного летнего наступления. Сначала предполагалось силами 6-й армии реализовать план «Вильгельм» против 28-й и правого фланга 38-й советских армий. В ходе второй операции под кодовым названием «Фридрихус II» немцы рассчитывали ударами трёх группировок по сходящимся направлениям расчленить войска 38-й и 9-й армии, уничтожить их на правом берегу реки Оскол, а затем захватить плацдарм в районе Купянска на её восточном берегу. Основные свои силы Паулюс сосредоточивал против 38-й армии генерала Москаленко (стр. 241)
Севастополь. 9 июня немцам удалось вклиниться на направлении главного удара в расположение войск, оборонявшихся на стыке третьего и четвёртого секторов, выйти к станции Мекензиевы Горы и занять его.
Гальдер Франц. Под Севастополем, несмотря на сильные контратаки противника, отмечаются успехи. В остальном — спокойно. В центре войска Белова прорвались на юг…
Совинформбюро.

 В течение 9 июня на фронте происходили бои местного значения и активные действия разведчиков. На Севастопольском участке фронта наши войска отбивали многократные атаки противника с большими для него потерями.

## 10 июня1942 года. 354-й день войны
Волховский фронт (Мерецков Кирилл Афанасьевич). «2-я ударная армия, отрезанная от баз снабжения и окружённая, испытывала острую нужду в продовольствии и боеприпасах. Её арьергардные соединения под давлением противника медленно отходили на восток, а авангард тщетно стремился пробить коридор. Войска 59-й и 52-й армий, растянутые на широком фронте, еле сдерживали врага, пытавшегося расширить разрыв между ними и 2-й ударной армией. Резервы отсутствовали… Нам удалось высвободить три стрелковые бригады и ряд других частей, в том числе один танковый батальон. На эти скромные силы, сведённые в две группы, возлагалась задача пробить коридор шириной в 1,5 — 2 км, прикрыть его с флангов и обеспечить выход войск 2-й ударной армии, попавших в окружение. Сигнал к наступлению дали на рассвете 10 июня. Артиллерия произвела короткую подготовку. Танки и пехота двинулись в атаку… Но успеха не получилось. Было ясно, что имевшимися силами нам врага не сломить… Наращивал усилия и противник. С севера, западнее Ленинградского шоссе, наступали части трёх его пехотных дивизий, полицейской дивизии СС и другие части и подразделения, оборонявшиеся раньше на других участках фронта и сведённые в бригады „Кехлинг“, „Бассе“ и „Шейдес“. Со стороны Новгорода действовали группа „Хоппе“, группа „Яшке“ и другие вражеские части. С запада на 2-ю ударную армию оказывали давление две пехотные и одна охранная дивизия, сведённые в группу „Герцог“. Сражение не прекращалось ни на один миг и носило исключительно ожесточённый характер. Обе стороны несли большие потери.» (стр. 291).
Юго-западное направление (Тимошенко, Семён Константинович). 10 июня в 4 часа утра после 45-минутной артиллерийской подготовки ударные группировки противника, поддержанные мощной авиацией, атаковали 28-ю армию (8 стрелковых и 3 кавалерийские дивизии в два эшелона, 1 мотострелковая, 7 танковых бригад, Д. И. Рябышев) в районе Волчанска и правый фланг 38-й армии (8 стрелковых дивизий, 3 мотострелковые бригады и 6 танковых , К. С. Москаленко) из-под Чугуева. Противник стремился окружить и уничтожить главные силы 28-й армии в междуречье Северского Донца и Большого Бурлака. Не выдержав сильного удара превосходящих сил противника, 28-я с упорными боями начала отходить на восток. Войскам правого фланга 38-й армии удалось преградить наступление противника в направлении на Купянск, но они не смогли предотвратить глубокого вклинения танков и мотопехоты врага вдоль западного берета реки Большой Бурлак на северо-восток, во фланг 28-й армии. (стр. 134).
Севастополь. С середины июня основная тяжесть по доставке военных грузов легла на эсминцы и крейсера. Для блокады города с моря немцы сосредоточили в крымских портах сторожевые и торпедные катера. В Ялте разместились 6 итальянских карликовых субмарин типа СВ, а на аэродромах — до 150 самолётов-торпедоносцев и пикировщиков, переброшенные со Средиземноморского театра военных действий. 10 июня в севастопольской базе, атакованный 15 «юнкерсами», погиб эсминец «Свободный», 13-го у Минной Стенки немецкая авиация потопила теплоход «Грузия» с грузом снарядов. Все это вынудило командование Черноморского флота активнее привлекать в качестве транспортов подводные лодки. Они осуществляли перевозку боеприпасов, продовольствия и авиатоплива. Разгрузку производили ночью, стараясь до рассвета передать грузы и принять эвакуируемых. В случае задержек, лодка на день ложилась на грунт.
Гальдер Франц. В Севастополе, несмотря на усиленные контратаки противника, отмечаются большие успехи. По-видимому, противник стянул артиллерию и пехоту с южного к угрожаемому, северному участку, поэтому наступление завтра следует начать внезапно. Наступление в районе Волчанска началось весьма успешно. Обе ударные группы внезапно атаковали передний край противника.
В центре достигнуты новые успехи по ликвидации остатков противника в тылу. Прорвавшиеся войска Белова преследуются. На фронте 9-й армии, очевидно, происходит рассредоточение противника перед северным участком фронта. По-видимому, русские стягивают новые силы в район Старицы. На фронте 16-й армии — спокойно. На фронте 18-й армии отбиты серьёзные атаки против моста у Волхова. В районе Киришей отмечены лишь местные стычки…
Совинформбюро.

В течение 10 июня на Харьковском участке фронта завязались бои с перешедшими в наступление немецко-фашистскими войсками. На Севастопольском участке фронта продолжаются бои. Наши войска отражали атаки противника и нанесли ему большие потери. На других участках фронта существенных изменений не произошло.

## 11 июня1942 года. 355-й день войны
11 июня 1942 г. в Вашингтоне было подписано соглашение между СССР и США «О принципах, применимых к взаимной помощи в ведении войны против агрессии». В опубликованных 12 июня совместных англо-советском и советско-американском коммюнике говорилось, что «достигнута полная договорённость в отношении неотложных задач создания второго фронта в Европе в 1942 г.».
Севастополь. Утром 11 июня войска Севастопольского оборонительного района нанесли контрудар по вклинившимся вражеским частям. Контрудар осуществляли войска третьего и четвёртого секторов. Их поддерживали все артиллерийские средства секторов, а также батареи береговой артиллерии и кораблей. Положение было восстановлено: наши части заняли полустанок Мекензиевы горы и продвинулись на 250—300 метров северо-восточнее его.
Гальдер Франц. Под Севастополем, как на северном, так и южном участках, достигнуты успехи местного значения. Артиллерия противника, которая ещё в значительной степени остаётся боеспособной, создаёт для нас трудности. Наступление на Волчанск развивается удовлетворительно. Имеется опасность того, что противник выйдет из окружения. Ликвидация остатков противника в тылу 4-й армии проходит успешно. К сожалению, основные силы кавкорпуса Белова и 4-й авиадесантной бригады уходят на юг… Южнее «моста» ко 2-му армейскому корпусу противник демонстративно оставляет участки местности. Севернее он атакует (одна новая бригада). На участке группы Ванделя серьёзные атаки с востока отбиты. В районе Киришей противник занял исходные позиции для наступления…
Совинформбюро.

 В течение 11 июня на Харьковском участке фронта наши войска вели ожесточённые оборонительные бои с наступающими атаками и пехотой противника. На Севастопольском участие фронта продолжались упорные бои. Наши войска отражали атаки противника и нанесли ему большой урон… На других участках фронта существенных изменений не произошло.

## 12 июня1942 года. 356-й день войны
Гальдер Франц. Под Севастополем и Волчанском — лишь незначительные успехи. На остальном фронте — никаких существенных изменений…
Совинформбюро.

 В течение 12 июня на Харьковском направлении наши войска вели оборонительные бои с наступающими танками и пехотой противника и сами наносили контрудары по немецко-фашистским войскам. На Севастопольском участке фронта продолжались ожесточённые бои… На других участках фронта существенных изменений не произошло.

## 13 июня1942 года. 357-й день войны
Манштейн Эрих (11-я армия. Крым.) : «13 июня храбрым солдатам 16 пп 22 дивизии (командир полка полковник фон Холтитц) удалось овладеть фортом „Сталин“, перед которым зимой было остановлено наступление полка.» (, стр. 278)
Гальдер Франц. В районе Севастополя незначительное продвижение вперёд при поддержке массированного огня артиллерии. Согласно донесениям частей, сопротивление противника начинает ослабевать. В районе Волчанска достигнуты блестящие успехи. Окружены крупные силы противника. Взято 20 000 пленных. На остальных участках фронта крупных боевых действий не велось. Южнее коридора на фронте 16-й армии противник добровольно отходит за Ловать.
Совинформбюро.

 В течение 13 июня на Харьковском направлении ваши войска вели бои с танками и пехотой противника, отбивали атаки наступающих немецко-фашистских войск и нанесли им большие потери. На Севастопольском участке фронта наши войска успешно отражали многократные атаки противника и удерживали свои позиции. На других участках фронта происходили бои местного значения, действия разведывательных отрядов и авиации.
Бомбардировка в Воронеже городского Парка Пионеров во время массовых гуляний детей. По разным данным от 100 до 300 погибших.
13 июня 1942 года, 356-й день войны с фашистскими захватчиками, 160 фронтовых кинооператоров снимали на различных участках огромного фронта, материалы которых были смонтированы в один фильм режиссером Михаила Слуцкого «День войны».

## 14 июня1942 года. 358-й день войны
Юго-западное направление (Тимошенко, Семён Константинович). Чтобы не допустить продвижения противника, пытавшегося окружить и разгромить главные силы 28-й армии, на восток, маршал С. К. Тимошенко организовал контрудар силами двух танковых корпусов и двух стрелковых дивизий. В результате 14 июня гитлеровцев удалось остановить в 35 километрах от Волчанска. Так закончилась первая частная операция под наименованием «Вильгельм». (, стр. 134)
Гальдер Франц. Потери сухопутных войск на Восточном фронте с 22.6.1941 года по 10.6.1942 года. Общие потери сухопутных войск (без больных) составили 1 268 434 человека, или 39,58 % средней численности армии на Востоке (3,2 млн человек)…
Обстановка. В районе Севастополя — успехи местного значения, особенно на юге. У Волчанска нащупано слабое место, что должно обеспечить благоприятные условия для дальнейшего ведения операции. На остальном фронте — спокойно. Наступление у Волхова отражено.
Совинформбюро.

 В течение 14 июня на Харьковском направлении наши войска вели бои с танками и пехотой противника. На Севастопольском участке фронта продолжаются ожесточённые бои, в ходе которых наши войска отражали атаки противника. На других участках фронта происходили бои местного значения.

## 15 июня1942 года. 359-й день войны
Гальдер Франц. Успехи под Севастополем (на юге и севере) и Волчанском. В остальном — спокойно…
Совинформбюро.

 В течение 15 июня на Харьковском направлении наши войска отбили несколько крупных атак пехоты и танков противника. За день боёв уничтожено и подбито 180 немецких танков. На Севастопольском участке фронта продолжались ожесточённые бои. На других участках фронта существенных изменений не произошло.

## 16 июня1942 года. 360-й день войны
Западный фронт (Жуков, Георгий Константинович). Части 1-го гвардейского кавалерийского корпуса (Белов Павел Алексеевич) и 4-го воздушно-десантного корпуса, совершив тяжёлый марш через заболоченные леса, 15-16 июня сосредоточились у Варшавского шоссе. В ночь на 16 июня через шоссе прорвалась дивизия Баранова и половина десантного корпуса, а в ночь на 20-е — остальные силы.
Гальдер Франц. Несмотря на донесение командования 11-й армии о том, что без усиления её пехотой наступление вряд ли будет успешным, положение противника под Севастополем, по-видимому, становится все труднее. Большие успехи отмечаются на южном участке фронта.
В полосе 6-й армии производится перегруппировка сил для проведения операции «Фридерикус-II». Войскам несколько не хватает пехоты. Участие румын сомнительно.
На фронте группы армий «Центр» войска русского генерала Белова снова прорвались в направлении Кирова. Нам это не делает чести!
В остальном, в том числе и на фронте группы армий «Север», положение существенно не изменилось.
Сводная таблица общих сил сухопутных войск по состоянию на 16 июня 1942 года.
|                      | Пехотные дивизии трехполкового состава | Пехотные дивизии двухполкового состава | Горнострелковые дивизии | Легкопехотные дивизии | Моторизованные дивизии | Танковые дивизии | Дивизии СС и полицейские дивизии | Охранные дивизии |
| Группа армий "Юг"    | 46                                     | -                                      | 2                       | 4                     | 5                      | 9                | 2,5                              | 3                |
| Группа армий "Центр" | 42                                     | 6                                      | -                       | -                     | 4                      | 8                | 0,5                              | 6                |
| Группа армий "Север" | 26                                     | 1                                      | 1,5                     | 2                     | 2                      | 2                | 2,5                              | 3                |
| Всего на Востоке     | 114                                    | 7                                      | 3,5                     | 6                     | 11                     | 19               | 5,5                              | 12               |
| -------------------- | -------------------------------------- | -------------------------------------- | ----------------------- | --------------------- | ---------------------- | ---------------- | -------------------------------- | ---------------- |

Совинформбюро.

 В течение 16 июня на Харьковском направлении наши войска отразили несколько атак противника. На Севастопольском участке фронта продолжаются ожесточённые бои. Все атаки немцев отбиты с большими для них потерями. На других участках фронта происходили бои местного значения и поиски разведчиков.

## 17 июня1942 года. 361-й день войны
Манштейн Эрих (11-я армия. Севастополь.) : «Второй этап наступления, до 17 июня, характеризуется на обоих фронтах наступления ожесточённой борьбой за каждую пядь земли, за каждый ДОС, за каждую полевую позицию. Ожесточёнными контратаками русские вновь и вновь пытаются вернуть потерянные позиции. В своих прочных опорных пунктах, а то и в небольших ДОС, они часто держатся до последнего человека… До 17 июня удаётся — правда, ценой больших потерь — на большую глубину и на широком участке вклиниться в долговременный оборонительный рубеж на севере. Оборонительные сооружения второй линии обороны — „ЧК“, „ГПУ“, „Сибирь“, „Волга“ — в наших руках.
В полосе наступления 30 ак к 17 июня также удаётся вклиниться в передовые оборонительные посты противника, выдвинутые перед его позицией в районе Сапун-Горы. В тяжёлых боях 72 дивизия овладевает укреплёнными опорными пунктами первой оборонительной зоны: „Северный нос“, „Гора Капелла“, „Руина“; в это время 170 дивизия занимает Камару. Также и севернее полосы наступления корпуса 1 румынской горнострелковой дивизии удаётся, наконец, после многократных безуспешных атак овладеть „Сахарной головой“. Между тем 28 лёгкая дивизия очень медленно с боями продвигалась в прибрежных горах с отвесными скалами, через „Холм роз“, через высоты „Киноварь I и II“…
Командование 54 ак, введя в бой 213 пп и 24 пд, повернуло фронт на запад. 213 пп под командованием полковника Хитцфельда захватил бронебатарею „Максим Горький I“. Одно из орудий батареи было уже выведено из строя прямым попаданием снаряда крупнокалиберной батареи. Другое было подорвано нашими саперами, проникшими на территорию форта. Всё же гарнизон этого оборонительного сооружения, насчитывавшего несколько этажей под землей, сдался лишь после того, как наши саперы с подрывными зарядами проникли внутрь форта через башни. Во время одной из попыток прорваться из форта был убит командовавший фортом комиссар. Его солдаты сдались…
17 июня в полосе наступления 30 ак неожиданный перенос направления главного удара также привёл к важному успеху. Штаб корпуса принял решение приостановить наступление через северную гряду прибрежных гор восточнее Балаклавы и сосредоточить силы корпуса у главной дороги и непосредственно южнее её для внезапного удара. От фланкирующего огня со стороны прибрежных гор здесь мог защитить лишь ответный огонь артиллерии. И действительно, 72 дивизии удалось захватить позиции противника южнее дороги. Разведывательный батальон этой дивизии под командованием майора Бааке, смело используя начальный успех, беспрепятственно прошёл через боевые порядки ошеломленного противника до „Орлиной высоты“, расположенной перед Сапун-Горой.» (, стр. 278)
Гальдер Франц. Группа армий «Юг» производит перегруппировку сил на центральном направлении для наступательной операции "Фридерикус-II ", которая, очевидно, начнётся 20.6. Идут сильные дожди. Кавалерийский корпус генерала Белова действует теперь западнее Кирова. Как-никак он отвлёк на себя в общем 7 немецких дивизий. Атаки на Волхове опять отбиты, кольцо окружения сузилось. В остальном — ничего существенного…
Совинформбюро.

 В течение 17 июня на Севастопольском участке фронта наши части отбивали ожесточённые атаки противника. На других участках фронта существенных изменений не произошло.

## 18 июня1942 года. 362-й день войны
Манштейн Эрих (11-я армия. Крым.) : «Утром 18 июня батальону удалось занять сильно укреплённую „Орлиную высоту“ и удерживать её до подхода новых сил дивизии… На севере успех выразился в том, что была достигнута ближайшая задача наступления — захвачена бухта Северная, на юге — в том, что мы овладели исходными позициями для наступления на Сапунские высоты. На северном участке сосредоточенное использование артиллерии приводит к тому, что 24 дивизии удаётся овладеть оборонительными сооружениями полуострова, господствующего над входом в бухту Северная. Среди захваченных сооружений находится устаревший, но всё же мощный опорный пункт противника — форт Северный.
22 дивизия во всей полосе своего наступления овладевает скалистыми высотами, обрывающимися у северного берега бухты. Особенно ожесточённый характер приобретают бои за железнодорожный туннель на стыке между 22 и 50 дивизиями; из этого туннеля противник значительными силами (лишь незадолго до этого сюда была доставлена на крейсере новая бригада) предпринимает контратаки. Наконец, прямым обстрелом входа в туннель нам удаётся овладеть им. Из него выходят не только сотни солдат, но и ещё большее количество гражданского населения, мужчин, женщин и детей. Особенно трудным оказывается выбить противника из его последних укрытий на северном берегу бухты…
50 дивизия, которой приходилось вести трудные бои в своей полосе наступления, проходившей на местности, покрытой кустарником, смогла выйти на восточную оконечность бухты Северная и овладеть Гайтанскими высотами, господствующими над выходом из долины реки Чёрная. Слева от неё войска правого фланга румынского горнострелкового корпуса продвигались с боями через лесистую местность в районе высот юго-восточнее Гайтаны…
В полосе наступления 30 ак внезапность действий, достигнутая в результате смены направления атаки, также привела к успеху. Используя упоминавшийся выше захват „Орлиной высоты“ 72 дивизией, штаб корпуса ввёл в бой подтянутую сюда же с юга 170 дивизию для овладения массивом Федюхиных высот. Этот удар с юга оказался для противника, взоры которого были обращены на восток и который, видимо, уже ожидал наступления на Сапунские высоты, полной неожиданностью. Захват Федюхинского массива удался относительно быстро. Тем самым была завоевана исходная база для решающего наступления на Сапунские высоты.» ( стр. 280)
Гальдер Франц. На фронте группы армий «Центр» части кавалерийского корпуса Белова, как вырвавшиеся, так и окружённые, разрознены на отдельные группы. Следует считаться с возможностью того, что некоторые части пробьются через леса на Киров и что противник атаками в районе Кирова облегчит выход этих частей из окружения. На фронте группы армий «Север» крупных боевых действий не велось. В волховском котле войска противника страдают от нехватки продовольствия.
Совинформбюро.

 В течение 18 июня на Севастопольском участке фронта наши войска отбили несколько ожесточённых атак противника и нанесли ему крупные потери. На других участках фронта существенных изменений не произошло.

## 19 июня1942 года. 363-й день войны
Волховский фронт (Мерецков Кирилл Афанасьевич). 19 июня прорывающимся из окружения 46-й стрелковой дивизии, 25-й и 57-й отдельным стрелковым бригадам 2-й ударной армии (Власов, Андрей Андреевич) удалось сблизиться с передовыми частями 25-й кавалерийской дивизии 59-й армии, наступающими им навстречу.
Юго-западное направление (Тимошенко Семён Константинович). 19 июня в расположении советских войск разбился самолёт с начальником оперативного отдела 23-й танковой дивизии и в руки нашего командования попал портфель с документами, раскрывающими суть операции «Блау».
Гальдер Франц. На северном участке под Севастополем войска вышли к большой (Северной) бухте. В руках противника здесь осталась только Северная коса с артбатареями. Положение на участке 30-го армейского корпуса не изменилось. Захвачен участок железной дороги (Волчанск — Белгород) севернее Волчанска. На остальных участках фронта никаких изменений не произошло. Только на Волхове противник снова предпринял мощные атаки против группы Ванделя и благодаря недостаточной поддержке наших войск авиацией, действия которой были скованы плохой погодой, добился тактических успехов…
В то время как фон Бок намерен, исходя из условий местности, направить удар танков строго с запада на восток, высшая инстанция считает это решение неправильным, но полагает, что изменить ничего уже нельзя, так как подготовка зашла слишком далеко. Несмотря на то что наступление считают неправильным, его разрешают проводить.
Совинформбюро.

 В течение 19 июня на Севастопольском участке фронта продолжались ожесточённые бои. На других участках фронта существенных изменений не произошло.

## 20 июня1942 года. 364-й день войны
Гальдер Франц. Под Севастополем отмечаются местные успехи на участках 54-го и 30-го армейских корпусов. На Ловати успешно отбиты крупные атаки противника. В остальном — без изменений… Самолёт с майором Рейхелем (начальник оперативного отделения 23-й танковой дивизии) с исключительно важными приказами на операцию «Блау», по-видимому, попал в руки противника.
Совинформбюро.

В течение 20 июня на Севастопольском участке фронта продолжались ожесточённые бои. На одном участке Харьковского направления наши войска вели бои с наступающим противником. На других участках фронта происходили бои местного значения и поиски разведчиков. 

## 21 июня1942 года. 365-й день войны
Волховский фронт (Мерецков, Кирилл Афанасьевич). 21 июня совместными ударами 59-й и 2-й ударной армий удалось разорвать кольцо окружения в районе Мясного Бора на ширину около 1 км.
Юго-западное направление (Тимошенко, Семён Константинович). 21 июня издана Директива Ставки Верховного Главнокомандования о ликвидации главнокомандования Юго-Западного направления. С этого дня Юго-Западный и Южный фронты поступили в непосредственное подчинение Ставки. Для ознакомления с обстановкой на месте и оказания командованию помощи Ставка послала на Юго-Занадный фронт генерал-полковника А. М. Василевского.
Юго-западный фронт. В распоряжении генерала Москаленко имелось 7 стрелковых и 1-я истребительная дивизия, 1 мотострелковая, 6 танковых бригад — около 200 танков, 15 полков РГК. На тыловом рубеже армии по реке Оскол был развернут 52-й полевой укреплённый район, в составе шести артиллерийско-пулемётных батальонов. Действовала здесь и 16-я инженерная бригада РГК спецназначения, «оснащённая», кроме всего прочего, собаками — истребителями танков. Как утверждает сам Москаленко, «мы знали, где готовится новое наступление… мы установили и направление главного удара, подготовленного врагом». ( стр. 248)
Группа армий «Юг» (фон Бок). Осуществив перегруппировку своих сил, гитлеровское командование к 21 июня закончило подготовку второй операции под кодовым наименованием «Фридерикус-II». В ней должны были принять участие 13 дивизий из состава 6-й полевой и 1-й танковой армий. Главный удар наносился из района Чугуева по правому флангу и центру 38-й армии. Здесь на Купянском направлении была задействована ударная группировка в составе трёх танковых, трёх пехотных и одной мотодивизии. Вторая группировка, насчитывавшая 3 пехотные дивизии, изготовилась в районе Балаклеи. Ещё 3 дивизии сосредоточились южнее Изюма против 9-й армии.
Гальдер Франц. У Севастополя захвачены батареи на полуострове и вместе с тем почти весь северный берег бухты (54-й армейский корпус). На участке 30-го армейского корпуса также большие успехи. Противник, по-видимому, очищает фронт перед румынскими (румынский горный корпус) войсками и сосредоточивает силы перед 30-м армейским корпусом. На Волхове ожесточённые атаки при поддержке танков отбиты с большим трудом. В остальном — все без изменений… Самолёт майора Рейхеля найден. Лётчик, по-видимому, мёртв. Очень ценные бумаги, вероятно, в руках противника…
Совинформбюро.

 В течение 21 июня на Севастопольском участке фронта наши войска отбивали неоднократные и ожесточённые атаки немецко-фашистских войск. Противнику ценою огромных жертв удалось вклиниться в нашу оборону. На других участках фронта существенных изменений не произошло.

## 22 июня1942 года. 366-й день войны
Волховский фронт (Мерецков Кирилл Афанасьевич). В образовавшийся в результате совместных ударов 59-й и 2-й ударной армий проход из кольца окружения в районе Мясного Бора к 20 часам 22 июня вышло около 6000 человек.
Юго-западный фронт. 22 июня после часовой артиллерийской подготовки и мощных ударов авиации гитлеровцы начали наступление. Войска 38-й и 9-й армий вновь были вынуждены вести упорные оборонительные бои с крупными силами врага. Главный удар противник наносил из района Чугуев на Купянск. Одновременно для расчленения и разгрома 38-й и 9-й армий он предпринял два вспомогательных удара из района Балаклеи в направлении на Изюм. Используя подавляющее превосходство в силах, гитлеровские войска прорвали фронт обороны на трёх этих направлениях и развили наступление на Купянск. ( стр. 135)
Гальдер Франц. У Севастополя в наших руках северный угол укреплённого района у Северной бухты. Начата перегруппировка с целью переноса направления главного удара на южный участок.
Наступление «Фридерикус-II» (Изюм — Купянск) сначала благодаря внезапности развивалось хорошо, но потом задержалось западнее Купянска из-за встреченного здесь упорного сопротивления противника. Форсирование Донца с юга удалось без особых затруднений.
На других участках фронта, кроме выступа у Сухиничей, где имели место отдельные бои разведывательных групп, никаких значительных событий не произошло.
На волховском участке снова тяжёлые бои. Вражеские танки проникли в коридор. Однако, предположительно, это не поможет противнику установить прямую связь с окружённой группировкой. Я в этом сомневаюсь и полагаю, что противник оттянет свои силы. В котле начинает ощущаться голод…
Совинформбюро.

 В течение 22 июня наши войска на Харьковском направлении вели бои с наступающими войсками противника.
На Севастопольском участке фронта продолжались упорные бои. На остальных участках фронта существенных изменений не произошло.

## 23 июня1942 года. 367-й день войны
Волховский фронт (Мерецков Кирилл Афанасьевич). К 23 июня район, занимаемый 2-й ударной армией, сократился до таких размеров, что уже простреливался артиллерией противника на всю глубину. Последняя площадка, на которую сбрасывались нашими самолётами продовольствие и боеприпасы, перешла в руки врага. Узел связи был разбит, управление нарушено. Войска прикрытия также отходили беспорядочно.
Командование фронта, чтобы обеспечить выход частей 2-й ударной армии, оставшихся за линией фронта, подготовило новый встречный удар войск 59-й с востока и 2-й ударной армий с запада вдоль узкоколейной дороги. Все артиллеристы, шофёры и другие специалисты влились в стрелковые соединения. Тяжёлая техника была уничтожена или выведена из строя. В 23.30 начали движение войска 2-й ударной армии. Навстречу им уже вышли танки 29-й танковой бригады с десантом пехоты. Артиллерия 59-й и 52-й армий всей своей массой обрушилась на врага. Артиллерия противника открыла ураганный ответный огонь. Над районом боевых действий появились вражеские ночные бомбардировщики. С началом движения войск этой армии связь со штабом 2-й ударной армии нарушилась и уже больше не восстанавливалась. ( стр. 293)
Юго-западный фронт. Части 38-й армии, чтобы избежать окончательного окружения и разгрома, начали переправляться на восточный берег реки Оскол. Три левофланговые дивизии отступали разрозненно и неуправляемо, реку им пришлось форсировать в дневное время, под бомбами и вплавь, бросив всю тяжёлую технику и вооружение. ( стр. 249)
Севастополь. 23 июня бои разгорелись с новой силой. Стремясь отрезать от Севастополя части второго и третьего секторов, противник одновременно нанёс удары с юго-востока на Новые Шули и с северо-востока на Инкерман. Ожесточённые бои за Инкерманские высоты и на подступах к долине реки Чёрной продолжались до конца июня.
Гальдер Франц. Обнадеживающие успехи у Севастополя на центральном и южном участках фронта. Северный участок окончательно очищен от противника. Наступление «Фридерикус-II» успешно развивается. Можно ожидать, что войска сегодня достигнут Старого Оскола. На Волхове выход из мешка снова прочно закрыт. Под натиском с севера, запада и юга мешок все больше сжимается. На остальных участках фронта ничего нового…
Совинформбюро. Прошёл год, как народы Советского Союза ведут отечественную освободительную войну против гитлеровской Германии, вероломно напавшей на СССР 22 июня 1941 года. Каковы политические и военные итоги года войны? …Расчёты гитлеровцев на изоляцию нашей страны от других держав мира оказались построенными на песке… Не менее серьёзный крах потерпели расчёты и планы гитлеровцев в отношении тыла Красной Армии… Гитлеровские авантюристы полагали, что как только возникнет война, начнётся распад колхозного строя и крестьяне выступят против рабочего класса и Советской власти. Весь мир знает ныне, что из этой гитлеровской затеи ничего не получилось.
В ноябре развернулись ожесточённые бои на ближних подступах к Москве. Гитлер бросил на Москву десятки дивизий отборных войск и в числе их много танковых дивизий. Войска Красной Армии, активно обороняясь, изматывали, обескровливали врага, наносили ему огромные потери, а в начале декабря сами перешли в контрнаступление… В труднейших условиях зимы Красная Армия нанесла немецко-фашистским войскам удары такой силы, которые поколебали основы немецкой военной машины и подготовили почву для разгрома гитлеровской армии в 1942 году…
Конечно, на фронте такой протяжённости, каким является советско-германский фронт, — гитлеровское командование ещё в состоянии на отдельных участках сосредоточить значительные силы войск, танков и авиации и добиваться известных успехов… Эти успехи временны и преходящи. Немецкая армия 1942 года, это не та армия, какая была в начале войны. Отборные немецкие войска в своей основной массе перебиты Красной Армией… Об этом убедительнее всего свидетельствуют данные о потерях немецкой армии. Вот эти данные.
|                                                                | Германия | СССР         |
| Людские потери убитыми, ранеными и пленными за год войны около | 10000000 | 4,5 млн чел. |
| Потери орудий за год войны свыше                               | 30500    | 22000        |
| Потери танков                                                  | 24000    | 15000        |
| Потери самолётов                                               | 20000    | 9000         |
| -------------------------------------------------------------- | -------- | ------------ |

…За авантюристическую политику гитлеровской клики немцы расплачиваются миллионами убитых на советско-германском фронте. В немецком народе всё более нарастает сознание неизбежности поражения Германии. Тыл немецкой армии начинает трещать по швам. День вероломного нападения империалистической Германии на СССР в целях порабощения и истребления наших народов, захвата и разграбления нашей Родины явился днём начала конца гитлеровской Германии… Таковы политические и военные итоги года войны с немецко-фашистскими захватчиками.
В течение 23 июня на Харьковском направлении наши войска вели бои с наступающими войсками противника. Наши войска несколько отошли на новые позиции. На Севастопольском участке фронта наши части отбивали ожесточённые атаки превосходящих сил противника. На других участках фронта существенных изменений не произошло.

## 24 июня1942 года. 368-й день войны
Волховский фронт (Мерецков, Кирилл Афанасьевич). К утру вдоль узкоколейной железной дороги наметился небольшой коридор и появились первые группы вышедших из окружения бойцов и командиров. Они шатались от изнеможения. Выход войск продолжался в течение всей первой половины дня, но затем прекратился. Немцам удалось взять под контроль дорогу. К вечеру силами войск, действовавших с востока, снова был пробит коридор и расчищена дорога…
Командование 2-й ударной армии, как впоследствии сообщил командир 327-й стрелковой дивизии И. М. Антюфеев, отдало утром 24 июня распоряжение: выходить из окружения мелкими группами, кто где хочет и как знает. Это распоряжение подорвало моральный дух войск и окончательно дезорганизовало управление. Не чувствуя руководства со стороны командования и штаба армии, подразделения дивизий и бригад вразброд двинулись к выходу, оставляя неприкрытыми фланги. Отдельные бойцы в результате непрерывных боёв и недоедания совершенно обессилели. Некоторые находились в полубессознательном состоянии и лежали на земле…
Весь начальствующий состав штаба армии был разбит на три группы, которые должны были в ночь с 24 на 25 июня выходить с частями и штабами атакующих войск. Военный совет армии, сопровождаемый ротой автоматчиков, выступил в 23 часа 24 июня в район 46-й стрелковой дивизии, с частями которой он должен был выходить. В пути выяснилось, что никто из работников штаба как следует не знал, где находится командный пункт 46-й стрелковой дивизии. Двигались наугад. При подходе к реке Полисть все три группы попали под сильный миномётно-артиллерийский огонь противника. Одни залегли, другие, пытаясь выйти из-под обстрела, рассыпались в разных направлениях. Военный совет армии и начальник связи генерал Афанасьев, который впоследствии и рассказал нам всю эту историю, повернули в северном направлении, но и там оказались немцы. Тогда было принято решение отойти в тыл противника, а затем, продвинувшись на несколько километров к северу, перейти линию фронта в другом месте. В обсуждении намечаемых действий группы командарм-2 Власов никакого участия не принимал. Он совершенно безразлично относился ко всем изменениям в движении группы. ( стр. 293)
Гальдер Франц. У Севастополя небольшие местные успехи. Это подготовка к возобновлению наступления. Операция «Фридерикус-II» выполнена, цель достигнута. Данных о количестве пленных пока нет. К северо-востоку от Волчанска наши войска улучшают свои исходные позиции, готовясь к новому прыжку. Перед ними слабый и почти неорганизованный противник, оказывающий незначительное сопротивление. На остальных участках фронта — никаких существенных изменений. Дальнейшие успехи на фронте окружения у Волхова. Положение окружённых (русских) войск, по-видимому, становится крайне тяжёлым.
Совинформбюро.

 В течение 24 июня на Харьковском направлении наши войска вели бои с наступающими войсками противника.
На Севастопольском участке фронта наши войска отбили насколько атак превосходящих сил противника. На остальных участках фронта никаких изменений не произошло.

## 25 июня1942 года. 369-й день войны
Волховский фронт (Мерецков Кирилл Афанасьевич). По коридору, простреливаемому перекрестным огнём с двух сторон, в течение ночи и утра 25 июня продолжался выход бойцов и командиров 2-й ударной армии. В 9.30 25 июня немцы вновь захлопнули горловину, теперь уже окончательно. Утром 25 июня вышедшие из окружения офицеры доложили, что они видели в районе узкоколейной дороги генерала Власова и других старших офицеров. Туда была немедленно направлена танковая рота с десантом пехоты. Во главе отряда из пяти танков капитан М. Г. Борода двинулся в немецкий тыл. Четыре танка подорвались на минах или были подбиты врагом. Но, переходя с танка на танк, Борода на пятом из них всё же добрался до штаба 2-й ударной армии. Однако там уже никого не было. Вернувшись, горстка храбрецов доложила мне об этом в присутствии представителя Ставки А. М. Василевского. Зная, что штаб армии имеет с собой радиоприемник, мы периодически передавали по радио распоряжение о выходе. К вечеру этого же дня выслали несколько разведывательных групп с задачей разыскать Военный совет армии и вывести его. Эти группы тоже сумели выполнить часть задания и дойти до указанных им районов, но безрезультатно, так как и они Власова не отыскали. ( стр. 294)
Гальдер Франц. Потери с 22.6.1941 года по 20.6.1942 года. Общие потери на Восточном фронте (не считая больных) — 1 299 784, что составляет 40,62 % средней численности войск на Востоке (около 3,2 млн человек).
Обстановка на фронте. У Севастополя — снова местные успехи. Продвинулись вперёд румыны. Операция «Фридерикус-II» закончилась пленением 18 тыс. человек. В районе Старой Руссы — перебежчики; сообщения о предстоящем наступлении (начало июля). Окружённая группировка у Волхова доживает последние дни. На остальных участках фронта — никаких существенных событий.
Совинформбюро.

 В течение 25 июня на Харьковском направлении наши войска продолжали бои с наступающими войсками противника. После упорных боёв наши части оставили г. Купянск. На Севастопольском участке фронта наши войска отбили многочисленные и ожесточённые атаки противника. На других участках фронта никаких изменений не произошло.

## 26 июня1942 года. 370-й день войны
Юго-западный фронт. Командующий Юго-Западным фронтом маршал С. К. Тимошенко, стремясь не допустить больших потерь в войсках и не дать возможности противнику форсировать с ходу реку Оскол, принял решение в течение 23-26 июня отвести 38-ю армию и войска правого крыла 9-й армии на восточный берег реки и здесь перейти к прочной обороне. Будучи вынужденным прекратить наступление в полосе действий Юго-Западного фронта, немецко-фашистское командование приступило к переброске танковых и моторизованных дивизий 1-й танковой армии генерала Клейста в Донбасс для подготовки наступления против войск Южного фронта. 26 июня состоялось решение Ставки Верховного Главнокомандования об освобождении Баграмяна И. X. от должности начальника штаба Юго-Западного фронта. ( стр. 136)
«Товарищ Баграмян, — доводилось в директивном письме Верховного от 26 июня 1942 года, — не удовлетворяет Ставку не только как начальник штаба, призванный укреплять связь и руководство армиями, но не удовлетворяет Ставку даже и как простой информатор, обязанный честно и правдиво сообщать в Ставку о положении на фронте. Более того, т. Баграмян оказался неспособным извлечь уроки из той катастрофы, которая разразилась на Юго-Западном фронте. В течение каких-либо трёх недель Юго-Западный фронт благодаря его легкомыслию не только проиграл наполовину выигранную Харьковскую операцию, но успел ещё отдать противнику 18-20 дивизий».( стр. 250)
Севастополь. 22—26 июня лидер «Ташкент» и два эскадренных миноносца доставили в город последнее крупное пополнение — 142-ю стрелковую бригаду. Полевая и береговая артиллерия расстреливала уже последние снаряды. Зенитная артиллерия молчала. В ночь на 26 июня лидер «Ташкент», совершив свой последний рейс, доставил в Севастополь боеприпасы, продовольствие и медикаменты. В обратный рейс он принял на борт раненых и эвакуируемых. Связь с Севастополем могла теперь поддерживаться только подводными лодками и самолётами.
Манштейн Эрих (11-я армия. Крым.) : « …к утру 26 июня в руках 11 армии оказался почти весь внешний обвод крепости. Противник был отброшен внутрь крепости, северную часть фронта которой образовывали крутые высоты по южному берегу бухты Северная, в то время как её восточный фронт проходил от высот Инкермана через Сапунские высоты до скал в районе Балаклавы. Командование армии должно было решить задачу — как прорвать этот внутренний пояс крепости.» ( стр. 282)
Гальдер Франц. Обстановка на фронте. В основном без изменений. Перегруппировки в группе армий «Юг» (1-я танковая армия) для операции «Блау-II». Дальнейший распад волховского котла. Наступление по плану «Блау-I» пришлось перенести на 28.6 из-за проливных дождей и гроз.
Совинформбюро.

 В течение 26 июня на Харьковском направлении наши войска вели бои с наступающими войсками противника. На Севастопольском участке фронта наши части отбили несколько атак противника. На других участках фронта никаких изменений не произошло.

## 27 июня1942 года. 371-й день войны
Гальдер Франц. У Севастополя наши войска на центральном участке (румынский корпус) также приближаются к внутреннему оборонительному рубежу, штурм которого скоро начнётся. На фронте группы армий «Юг» никаких признаков того, что противник как-то реагирует на потерянный нами приказ. Потерян контакт с крупной танковой группой противника, действовавшей восточнее 6-й армии. Куда она девалась, остаётся загадочным. Передвижения танков отмечены только в направлении Корочи. В волховском котле только слабое сопротивление на отдельных участках. Атаки противника наших позиций на плацдарме у Киришей отбиты.
Совинформбюро.

 В течение 27 июня на Севастопольском участке фронта наши войска отбили несколько атак противника с большими для него потерями. На других участках фронта никаких изменений не произошло.

## 28 июня1942 года. 372-й день войны
Волховский фронт (Мерецков Кирилл Афанасьевич). На 28 июня из окружения вышло 9322 человека, в том числе старшего и среднего комсостава 370 человек, старшего и среднего политсостава 83 человека, младшего комсостава 386 человек. Примерно 8—10 тыс. бойцов, командиров и политработников 2-й ударной армии так и не сумели пробиться сквозь вражеское кольцо.
Западный фронт (Жуков, Георгий Константинович). В ночь на 28 июня около 10 тысяч бойцов и командиров из частей 4-го ВДК и кавкорпуса Белова вышли в расположение 10-й советской армии. ( стр. 126)
Брянский фронт (Голиков Филипп Иванович). Рано утром 28 июня началось германское летнее наступление. В этот день группа Вейхса нанесла удар в стык 13-й и 40-й армий Брянского фронта. Главный удар наносила 4-я танковая армия генерал-полковника Германа Гота южнее железной дороги Курск — Воронеж с задачей выйти к Дону. Южнее войска 2-й венгерской армии под командованием генерал-полковника Яны рвались к Старому Осколу. Севернее наступал 55-й армейский корпус. Бросив на 45-километровом участке фронта против трёх советских стрелковых дивизий три танковые (24, 9 и 11-я), три пехотные и одну мотодивизию, немцы легко прорвали их оборону и, вклинившись на 10-15 км, вышли к реке Тим, южнее города Ливны.
Определив направление главного удара противника, Ставка уже 28 июня приняла срочные меры по усилению Брянского фронта. Она выделила ему два танковых корпуса из Юго-Западного фронта и один танковый корпус из своего резерва, а также усилила его истребительными и штурмовыми авиационными полками. Командование Брянского фронта решило задержать наступление немецко-фашистских войск на рубеже реки Кшень и перебросило в район Волово находившийся в резерве фронта танковый корпус. С этой же целью командующий фронтом приказал один из присланных на усиление фронта танковых корпусов сосредоточить в районе Касторное (75 километров северо-западнее Воронежа), а два остальных — в районе Старого Оскола. Эти корпуса предназначались для нанесения контрудара по наступавшему противнику.
Гальдер Франц. У Севастополя войска вышли на внутренний рубеж обороны, Одновременно на центральном участке внутреннего рубежа предприняты первые шаги к его прорыву.
Наступательная операция «Блау» началась. Выступление группы фон Вейхса оказалось для противника тактической неожиданностью. После сравнительно легко удавшегося прорыва в расположение противника он начал оказывать местами очень упорное сопротивление, которое пришлось подавлять. Наступление развивается вполне удовлетворительно. Результаты наступления полностью подтвердили данные о группировке противника. Силы противника на фронте количественно слабы, но на отдельных участках — глубоко эшелонированы. Когда и где противник введёт в глубине обороны более крупные силы, ещё неизвестно. В течение первого дня наступления никаких признаков такого ввода сил не обнаружено…
Манштейн Эрих (11-я армия. Крым.) : «Сразу же после того как 22 дивизия вышла на северный берег бухты Северная, я поехал в полки этой дивизии… Мне пришла в голову мысль, что отсюда, то есть с фланга, следовало бы уничтожить позицию на Сапун-Горе, так как именно в этом месте, через бухту Северная, противник менее всего ожидает нашего наступления… Уже 28 июня 50 дивизии удалось форсировать реку Чёрная в нижнем течении и занять Инкерман… Чрезвычайное напряжение переживали все те, кто участвовал в осуществлении переправы через бухту в полночь 28 июня, когда проходила подготовка к наступлению. Непрерывная бомбардировка города 8 авиационным корпусом должна была заглушить шум на северном берегу бухты. Вся артиллерия была в готовности открыть ураганный огонь по высотам южного берега, как только огонь оттуда показал бы, что противник разгадал наш замысел. Но на противоположной стороне все было спокойно.» ( стр. 283)
Совинформбюро.

 В течение 28 июня на Курском направлении завязались бои с перешедшими в наступление немецко-фашистскими войсками. На Севастопольском участке фронта наши войска отбили атаки противника. На других участках фронта существенных изменений не произошло.

## 29 июня1942 года. 373-й день войны
Брянский фронт (Голиков Филипп Иванович). Для ликвидации прорвавшейся группировки 4-й танковой армии генералу Голикову в ночь на 29 июня были переданы 4-й и 24-й танковые корпуса Юго-Западного фронта и 17-й танковый корпус из резерва Ставки. К участку прорыва направлялись также резервы Брянского фронта — 1-й и 16-й танковые корпуса, 115-я и 116-я танковые бригады. Эти силы насчитывали в своём составе свыше 1000 боевых машин… Ставка ВГК рекомендовала Голикову сосредоточить усилия танковых корпусов для разгрома группировки противника, прорвавшейся в район Горшечное. 4-й и 24-й танковые корпуса должны были нанести удар из района Старого Оскола на север, а 17-й танковый корпус — из района Касторное в Южном направлении. Все три корпуса объединили в оперативную группу под командованием генерал-лейтенанта Я. Н. Федоренко, начальника Главного автобронетанкового управления, специально прибывшего на фронт для оказания помощи в организации боевых действий танковых соединений. Для удара по левому флангу и тылу наступавшей немецкой группировки нацеливались 1-й и 16-й танковые корпуса. Таким образом, Брянский фронт располагал достаточными силами для того, чтобы не только остановить группу Вейхса, но и разгромить её основные силы… 29 июня 16-й танковый корпус генерал-майора М. И. Павелкина завязал упорные бои с целью ликвидации плацдарма противника на левом берегу реки Кшень в районе Волово. ( стр. 259)
Манштейн Эрих (11-я армия. Севастополь.): «Трудный спуск штурмовых лодок на воду и их погрузка удались. В 1 час ночи от северного берега отчалил первый эшелон 24 и 22 дивизий, и лодки взяли курс на южный берег. Переправа, которая явилась для противника совершенно неожиданной, удалась. Смелый прыжок через морскую бухту увенчался успехом. Когда вражеская оборона района южных высот вступила в действие, наши бравые пехотинцы уже закрепились на южном берегу. Обнаруживаемые огневые средства противника на скатах высот южного берега уничтожались нашим огнём; наши войска поднялись на плоскогорье. Тем самым была уничтожена представлявшая серьёзную угрозу позиция на Сапунских высотах. С первым ружейным выстрелом начали атаку этой позиции также и войска, действовавшие с фронта… С успешной переправой через бухту, падением Инкерманских высот и прорывом 30 ак Сапунской позиции судьба Севастопольской крепости была решена …
Дивизии 54 ак, переправившиеся через бухту Северная, после занятия высот южного берега находились уже внутри того внешнего обвода, который большой дугой опоясывал город… Корпус, выделив часть средств для атаки вдоль позиции в южном направлении, повернул на запад и начал наступление на позицию, расположенную на окраине города, и на самый город. Знаменитый Малахов курган, за который было пролито так много крови в Крымскую войну, попал в руки корпуса…
28 лёгкая дивизия, захватив „английское кладбище“, прорвала внешний оборонительный обвод юго-восточнее Севастополя… Объектом атаки 170 дивизии был маяк на западном мысе Херсонесского полуострова… 72 дивизия наносила удар вдоль южного побережья… За ней следовала 4-я румынская горнострелковая дивизия, которая, нанеся удар в тыл, захватила ещё защищавшуюся противником оборонительную систему вокруг Балаклавы. При этом дивизия захватила 10000 пленных… Борьба внутри города требовала от наступающего новых тяжёлых жертв. Чтобы избежать этого, штаб армий отдал приказ предоставить ещё раз слово артиллерии и 8 авиационному корпусу, прежде чем дивизии вновь выступят против города.» ( стр. 284)
Гальдер Франц. В Севастополе весьма обнадеживающее продвижение вперёд. Наши войска, наступая с севера и востока через Северную бухту и реку Чёрную, по обе стороны устья Чёрной, ворвались на позиции внутреннего оборонительного рубежа, а с востока утвердились на высотах, господствующих над позициями противника на Сапун-горе…
Войска северного крыла, наступающие по плану операции «Блау», не смогли использовать вполне удовлетворительные успехи предыдущего дня из-за сильных грозовых ливней, которые остановили весь транспорт. Наши ожидания не оправдались только в одном, а именно — что венгры (2-я венгерская армия) на южном фланге тоже продвинутся вперёд.
На фронте группы армий «Центр» множатся признаки того, что противник свертывает свои позиции в тылу 9-й армии. К сожалению, и здесь мероприятие «Зейдлиц» из-за непогоды откладывается.
На фронте группы армий «Север» волховскую группировку противника можно рассматривать как окончательно ликвидированную. В районе Киришей новые сильные атаки. Неясно, следует ли ожидать новых ударов с ладожского участка фронта…
Совинформбюро.

 В течение 29 июня на Курском направлении наши войска с успехом отбивали крупные танковые атаки немецко-фашистских войск. На Севастопольском участке фронта наши войска отбивали многочисленные атаки превосходящих сил противника. Противник ввёл в бой новые резервы, и ему ценой больших потерь удалось несколько продвинуться вперёд. Бои носят исключительно ожесточённый характер. На других участках фронта существенных изменений не произошло.

## 30 июня1942 года. 374-й день войны
Брянский фронт (Голиков Филипп Иванович). Сталин 30 июня лично проинструктировал Голикова: «Запомните хорошенько. У вас теперь на фронте более 1000 танков, а у противника нет и 500 танков. Это первое, и второе: на фронте действия трёх танковых дивизий противника у вас собралось более 500 танков, а у противника 300—350 танков самое большое. Все теперь зависит от вашего умения использовать свои силы и управлять ими по-человечески. Поняли?»
Командованию фронта не удалось организовать своевременного и массированного удара по флангам немецкой группировки. Корпуса вступали в сражение разновременно и по частям, без взаимодействия с артиллерией и авиацией, без разведки и связи, при этом использовались они не столько для решения активных задач по уничтожению противника, сколько для затыкания брешей в обороне общевойсковых армий.
30 июня, перешёл в наступление из района южнее Ливны вдоль левого берега реки Кшень 1-й танковый корпус генерал-майора М. Е. Катукова. В междуречье Кшени и Олыма развернулись ожесточённые бои. Катукову удалось продвинуться на юг всего на 5 км, затем он был остановлен немецкой артиллерией и ударами авиации и занял оборону на стыке 13-й и 40-й армий. Бригады Павелкина противник обошёл с юга и отрезал от тыловых коммуникаций; за 3 дня боёв 16-й танковый корпус потерял более сотни боевых машин, а 109-я танковая бригада оказалась окружённой противником.
Во второй половине 30 июня началось крупное танковое сражение и на левом фланге 40-й армии, между дивизиями германского 48-го танкового корпуса и танковыми корпусами оперативной группы Федоренко. 4-й танковый корпус генерал-майора В. А. Мишулина, перейдя в наступление из района Старого Оскола, к исходу дня достиг Горшечного, разгромив здесь передовые части противника. 17-й корпус генерал-майора Н. В. Фекленко нанёс удар силами одной бригады из района Орехова также на Горшечное. Остальные соединения и части корпуса ещё выдвигались в исходный район для наступления. 24-й танковый корпус генерала В. М. Баданова вместо перехода в наступление совместно с бригадами Мишулина получил задачу оборонять район Старого Оскола и не допустить прорыва противника на юг. ( стр. 259)
Юго-западный фронт (Тимошенко, Семён Константинович). 30 июня из района Волчанска нанесли удар войска 6-й немецкой армии и 40-го танкового корпуса и к 14 часам прорвали оборону на стыке 21-й и 28-й армий Юго-Западного фронта. Пройдя за три дня 80 км, немцы вышли в районы Старого Оскола и Волоконовки. Командующий 21-й армией генерал-майор А. И. Данилов, чтобы избежать окружения, решил отвести войска на восточный берег Оскола. Задача прикрытия отступавших соединений возлагалась на 343-ю стрелковую дивизию полковника П. П. Чувашева и приданный армии 13-й танковый корпус. К этому времени последний был пополнен до штатной численности, имел в своём составе 158, 167, 85-ю танковые, 20-ю мотострелковую бригады, 2 дивизиона реактивной артиллерии. В бригадах насчитывалось 180 танков. Это достаточно мощный кулак. Однако в составе объединения не имелось зенитной артиллерии, подразделений разведки и эвакуационно-ремонтных частей. Отход сопровождался непрерывными атаками противника, налетами бомбардировочной авиации и отсутствием поддержки со стороны своей артиллерии и пехоты. Танкисты понесли значительные потери в технике и личном составе, смертельное ранение получил генерал П. Е. Шумов, погиб командир 20-й стрелковой бригады майор П. И. Турбин и командир 85-й танковой генерал-майор А. А. Асейчев. Соединения 28-й армии также оказались отброшены на левый берег реки Оскол. ( стр. 264)
Севастополь. 30 июня на заседании Военного совета Черноморского флота и оборонительного района было объявлено решение Ставки Верховного Главнокомандования об эвакуации Севастополя. Вечером 30 июня остатки войск СОР стали отходить из Севастополя к бухтам Стрелецкая, Камышевая, Казачья и на мыс Херсонес. 30 июня, после занятия противником Корабельной Стороны, эвакуация стала просто невозможной. Началась агония Приморской армии.
Гальдер Франц. Во второй половине дня под Севастополем настолько серьёзные успехи, что падение города и порта следует ожидать со дня на день. Наступление 40-го моторизованного корпуса началось вполне успешно. Наступающие войска Вейхса продолжают продвигаться вперёд. Сопротивление противника на фронте усиливается, он оказывает давление из района Ливен на наш северный фланг. На остальных участках фронта спокойно.
Совинформбюро.

 Ещё одна фальшивка гитлеровского командования. 28 июня ставка Гитлера выпустила в свет ещё одну очередную фальшивку. На этот раз фашистские борзописцы «уничтожили» на бумаге, не много — не мало, три наших армии: 2 ударную, 52 и 59 армии Волховского фронта, якобы окружённые немцами на западном берегу реки Волхов. При этом гитлеровские писаки приводят астрономическую цифру в 30.000 якобы захваченных пленных, а также о том, что число убитых превышает число пленных во много раз. Разумеется, эта очередная гитлеровская фальшивка не соответствует фактам… Части 2 ударной армии отошли на заранее подготовленный рубеж. Наши потери в этих боях до 10 тыс. человек убитыми, около 10 тыс. человек пропавшими без вести. Потеряно 102 орудия, 12 танков и 200 пулемётов. Следовательно, ни о каком уничтожении 2 ударной армии не может быть и речи. Что касается 52 и 59 армий, то они в клин, вбитый в немецкую оборону, не вводились и на их коммуникации противник не выходил. Наоборот, эти армии наносили серьёзные удары по войскам противника, прорвавшимся на коммуникации 2 ударной армии, и обеспечивали отвод её частей на новый рубеж. Таковы факты, начисто опровергающие очередную гитлеровскую фальшивку.

В течение 30 июня на Курском направлении наши войска отбивали атаки крупных сил пехоты и танков противника. Противник несёт колоссальные потери. Наши войска подбили до 150 немецких танков. На Севастопольском участке фронта наши войска отбивали ожесточённые атаки крупных сил противника. На других участках фронта существенных изменений не произошло.

## Список литературы
1. ↑  [1] История Великой Отечественной войны Советского Союза 1941—1945. Том второй. Воениздат. МО СССР М. −1961 Архивная копия от 17 мая 2012 на Wayback Machine
2. ↑  Гальдер Ф. Военный дневник. Ежедневные записи начальника Генерального штаба Сухопутных войск 1939—1942 гг.— М.: Воениздат, 1968—1971
3. ↑  Сводки, сообщения Совинформбюро и Приказы Верховного Главнокомандующего Вооружёнными Силами СССР. 1941—1945 гг. Архивная копия от 27 сентября 2007 на Wayback Machine
4. 1 2 3 4 5 6 7 8 9  [4] [www.fictionbook.ru/author/beshanov_vladimir/god_1942_uchebniyyi/beshanov_god_1942_uchebniyyi.rtf.zip Бешанов В. В. Год 1942 — «учебный» — Мн.: Харвест, 2002. — 624 с.]
5. 1 2 3 4 5  Мерецков К. А. На службе народу. — М.: Политиздат, 1968.
6. 1 2 3 4 5  Манштейн Э. Утерянные победы. — М.: ACT; СПб Terra Fantastica, 1999
7. 1 2 3 4 5 6 7  Баграмян И.X. Так шли мы к победе. — М.: Воениздат, 1977.
8. ↑  Слуцкий Михаил Яковлевич. Док. фильм «День войны» (1942). Учетный номер: 5073. old.rgakfd.ru. Дата обращения: 8 мая 2019. Архивировано 19 апреля 2019 года.
9. ↑  Отрывок из фильма «День войны». Дата обращения: 8 мая 2019. Архивировано 8 мая 2019 года.